# Маритим (регион)
Маритим (на френски: Maritime) е един от 5-те региона на Того. Разположен е в южната част на страната и има излаз на Атлантическия океан. Столицата на региона е град Ломе. Други важни градове са Тсевие и Анехо. Площта на регион Маритим е 6396 км², което го прави най-малкия по площ регион на Того. Населението на региона, според данните от 2006, е над 1,9 млн. души. Регионът е разделен на 6 префектури и 1 комуна, която включва столицата на Того – град Ломе.

## Граници
Регион Маритим, както всички останали региони на Того граничи с Гана на запад и с Бенин на изток. Разположен е на юг от регион Плато.